# كأس السوبر الأوروبي 1979
كأس السوبر الأوروبي 1979 جمعت نسخة 1979 في بطولة كأس السوبر الأوروبي ناديً برشلونة الإسباني الفائز بلقب كأس الكؤوس الأوروبية سنة 1979 ونوتينغهام فورست الإنجليزي المتوج بلقب دوري أبطال أوروبا سنة 1979 وتمكن نوتينغهام فورست من الفوز باللقب بمجموع مباراتي الذهاب والإياب بنتيجة 2-1 .

## التفاصيل

### مباراة الذهاب
| نوتينغهام فورست                      | 1–0 | برشلونة           |
| ------------------------------------ | --- | ----------------- |
| شارلي جورج 9' · المدرب · برايان كلوف |     | المدرب يواكيم ريف |

### مباراة الإياب
| برشلونة                                       | 1–1 | نوتينغهام فورست                       |
| --------------------------------------------- | --- | ------------------------------------- |
| ربرتو ديناميت 25' (ر.ج) · المدرب · يواكيم ريف |     | كيني بورنس 42' · المدرب · برايان كلوف |